# Судьи Конституционного суда Российской Федерации

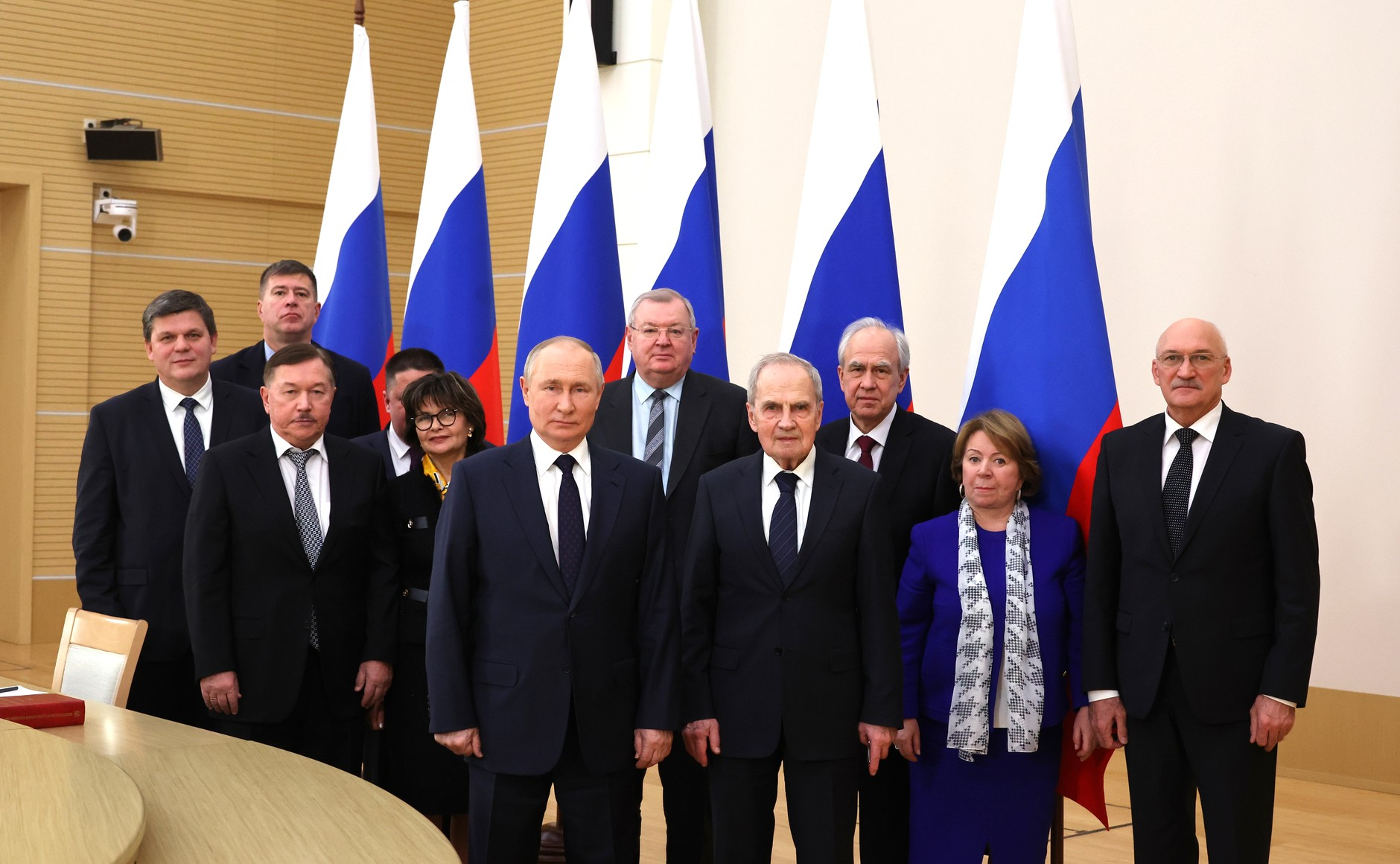
Президент РФ Владимир Путин с судьями Конституционного суда, 2023 г.

Су́дьи Конституцио́нного суда́ Росси́йской Федера́ции — судьи судебного органа, самостоятельно осуществляющего посредством конституционного судопроизводства конституционный контроль.
Полномочия, порядок образования и деятельности Конституционного суда Российской Федерации определяются Конституцией Российской Федерации и Федеральным конституционным законом от 21 июля 1994 г. № 1-ФКЗ «О Конституционном Суде Российской Федерации».

## Требования к кандидату на должность судьи Конституционного суда
Судьей Конституционного суда может быть назначен гражданин России, отвечающий следующим требованиям:
- возраст не менее 40 лет ко дню назначения;
- высшее юридическое образование;
- стаж работы по юридической профессии не менее 15 лет;
- признание высокой квалификации в области права;
- безупречная репутация;
- постоянно проживает в России;
- не имеет иностранного гражданства либо ВНЖ.

## Срок полномочий судьи Конституционного суда
Законом РСФСР от 6 мая 1991 г. № 1175-I «О Конституционном Суде РСФСР», устанавливалось, что Конституционный Суд РСФСР состоит из 15 судей, избираемых Съездом народных депутатов РСФСР (избраны были только 13, 2 судей так и не были избраны вплоть до принятия Конституции Российской Федерации 1993 г.). Полномочия судьи не ограничивались определённым сроком, устанавливался предельный возраст пребывания в должности судьи — 65 лет. Конституционный Суд РСФСР избирал из своего состава председателя, заместителя председателя и секретаря.
Конституцией Российской Федерации от 12 декабря 1993 года установлено, что Конституционный суд Российской Федерации состоит из 19 судей, назначаемых на должность Советом Федерации Федерального собрания Российской Федерации по представлению президента Российской Федерации. Судьи Конституционного суда, избранные до вступления в силу Конституции 1993 года, сохраняли свои полномочия до истечения срока, на который они были избраны, то есть до достижения 65-летнего возраста. До принятия Федерального конституционного закона от 5 апреля 2005 года № 2-ФКЗ для судей, избранных Съездом народных депутатов РСФСР, срок полномочий по-прежнему ограничивался достижением 65-летнего возраста.
Федеральным конституционным законом от 21 июля 1994 г. № 1-ФКЗ «О Конституционном суде Российской Федерации» устанавливалось, что судья Конституционного суда Российской Федерации назначается на должность на срок 12 лет. Устанавливался предельный возраст для пребывания в должности судьи — 70 лет. Законом устанавливалось, что полномочия судьи прекращаются в последний день месяца, в котором истекает срок его полномочий или в котором ему исполняется 70 лет. Судья Конституционного суда, срок полномочий которого истёк, продолжает исполнять обязанности судьи до назначения на должность нового судьи или до принятия итогового решения по делу, начатому с его участием. В течение месяца после выбытия судьи Президент РФ должен был внести в Совет Федерации представление о назначении нового судьи на его место. Суд правомочен осуществлять свою деятельность при наличии не менее 3/4 от общего состава судей. Конституционный суд в пленарном заседании избирает из своего состава председателя, заместителя председателя и судью-секретаря сроком на 3 года (допускается возможность переизбрания на новый срок).
Федеральным конституционным законом от 8 февраля 2001 года № 1-ФКЗ «О внесении изменений и дополнения в Федеральный конституционный закон „О Конституционном суде Российской Федерации“» установлен новый срок полномочий судьи — 15 лет (вместо 12). Предельный возраст пребывания в должности (70 лет) отменялся. Данные нормы распространены на всех действующих судей, назначенных Советом Федерации с 1994 года.
Федеральным конституционным законом от 15 декабря 2001 года № 4-ФКЗ «О внесении изменений и дополнений в Федеральный конституционный закон „О Конституционном суде Российской Федерации“» вновь введена норма о предельном возрасте пребывания в должности судьи — 70 лет (вступала в силу с 1 января 2005 года). Срок полномочий остался прежним — 15 лет.
Федеральным конституционным законом от 5 апреля 2005 года № 2-ФКЗ «О внесении изменений в Федеральный конституционный закон „О Конституционном суде Российской Федерации“» отменено ограничение полномочий судьи определённым сроком (15 лет). Предельный возраст пребывания в должности остался прежним — 70 лет. Данные положения распространены на всех действующих судей Конституционного суда (в том числе и избранных ещё Съездом народных депутатов РСФСР в 1991 году).
Федеральным конституционным законом от 2 июня 2009 года № 2-ФКЗ «О внесении изменений в Федеральный конституционный закон „О Конституционном Суде Российской Федерации“» была упразднена должность судьи-секретаря, введена вторая должность заместителя председателя, а также изменён порядок назначения судей на должности председателя и его заместителей — они назначаются Советом Федерации по представлению Президента РФ сроком на 6 лет.
Федеральным конституционным законом от 3 ноября 2010 года № 7-ФКЗ «О внесении изменений в Федеральный конституционный закон „О Конституционном Суде Российской Федерации“» был отменён предельный возраст пребывания в должности судьи для председателя Конституционного суда.
Федеральным конституционным законом от 4 июня 2014 года № 9-ФКЗ «О внесении изменений в Федеральный конституционный закон „О Конституционном Суде Российской Федерации“» было уменьшено минимальное количество судей, необходимых для осуществления деятельности — до 2/3 от общего числа, а также изменены основания исполнения обязанностей судьи и внесения представления о назначении нового — Президент вносит представление, а судья продолжает исполнять свои обязанности до назначения нового судьи лишь тогда, когда после прекращения полномочий в Конституционном суде остаётся менее 2/3 от общего числа судей (положение об исполнении обязанностей судьи до принятия итогового решения по делу, слушание по которому проведено с его участием, было сохранено).
Федеральным конституционным законом от 29 июля 2018 года № 1-ФКЗ «О внесении изменений в Федеральный конституционный закон „О судебной системе Российской Федерации“ и отдельные федеральные конституционные законы в связи с созданием кассационных судов общей юрисдикции и апелляционных судов общей юрисдикции» предельный возраст пребывания в должности заместителя председателя Конституционного суда увеличен до 76 лет.
Поправками к Конституции, принятыми в 2020 году, число судей было сокращено с 19 до 11, а также введено упоминание должностей председателя и его заместителя (в единственном числе; статья 125 пункт 1 Конституции), при этом все действующие судьи сохраняют свои полномочия до их прекращения в соответствии с законом (статья 3 пункт 7 Закона Российской Федерации о поправке к Конституции Российской Федерации от 14.03.2020 № 1-ФКЗ «О совершенствовании регулирования отдельных вопросов организации и функционирования публичной власти»).

## Судьи Конституционного суда
После даты избрания (в 1991 г.) или назначения (с 1994 г.) указан номер постановления Съезда народных депутатов РСФСР или Совета Федерации Федерального собрания Российской Федерации, которым произведено избрание или назначение. После истечения срока полномочий судья обычно исполнял обязанности в течение нескольких месяцев до назначения нового судьи. Выделены действующие судьи.
В общей сложности за время существования Конституционного суда в нём состояли 36 судей, из которых по состоянию на июнь 2025 года действующими являются 8 судей.
- Во время президентства Бориса Ельцина (1991—1999) в состав суда вошли 22 человека, 2 из которых действующие, в том числе:
  - Избраны Съездом народных депутатов РСФСР (1991) — 13 судей (1 действующий);
  - Назначены Советом Федерации РФ (1994—1999) — 9 судей (1 действующий);
- Во время первого президентства Владимира Путина (2000—2008) назначены 6 судей (действующих нет);
- Во время президентства Дмитрия Медведева (2008—2012) назначены 4 судьи (2 действующих);
- Во время второго президентства Владимира Путина (с 2012) назначены 4 судьи.

| №  | Имя                              | Дата избрания или утверждения | Номер постановления | Дата и причина прекращения полномочий                                          | Примечание                              |
| -- | -------------------------------- | ----------------------------- | ------------------- | ------------------------------------------------------------------------------ | --------------------------------------- |
| 1  | Аметистов Эрнест Михайлович      | 30 октября 1991               | № 1822-I            | 7 сентября 1998 Умер                                                           |                                         |
| 2  | Ведерников Николай Трофимович    | 30 октября 1991               | № 1822-I            | 31 декабря 1999 Достиг 65-летнего возраста                                     | Исполнял обязанности до 16 февраля 2000 |
| 3  | Витрук Николай Васильевич        | 30 октября 1991               | № 1822-I            | 30 ноября 2002 Достиг 65-летнего возраста                                      | Исполнял обязанности до 12 февраля 2003 |
| 4  | Гаджиев Гадис Абдуллаевич        | 30 октября 1991               | № 1822-I            | 31 августа 2023 Достиг 70-летнего возраста                                     |                                         |
| 5  | Зорькин Валерий Дмитриевич       | 30 октября 1991               | № 1822-I            | Действующий судья                                                              |                                         |
| 6  | Кононов Анатолий Леонидович      | 30 октября 1991               | № 1822-I            | 1 января 2010 Ушёл в отставку                                                  |                                         |
| 7  | Лучин Виктор Осипович            | 30 октября 1991               | № 1822-I            | 31 марта 2004 Достиг 65-летнего возраста                                       | Исполнял обязанности до 25 февраля 2005 |
| 8  | Морщакова Тамара Георгиевна      | 30 октября 1991               | № 1822-I            | 31 марта 2001 Достигла 65-летнего возраста                                     | Исполняла обязанности до 29 марта 2002  |
| 9  | Олейник Владимир Иванович        | 30 октября 1991               | № 1822-I            | 17 февраля 1999 Умер                                                           |                                         |
| 10 | Рудкин Юрий Дмитриевич           | 30 октября 1991               | № 1822-I            | 30 ноября 2021 Достиг 70-летнего возраста                                      |                                         |
| 11 | Селезнёв Николай Васильевич      | 30 октября 1991               | № 1822-I            | 31 мая 2015 Достиг 70-летнего возраста                                         |                                         |
| 12 | Тиунов Олег Иванович             | 30 октября 1991               | № 1822-I            | 31 октября 2002 Достиг 65-летнего возраста                                     | Исполнял обязанности до 12 февраля 2003 |
| 13 | Эбзеев Борис Сафарович           | 30 октября 1991               | № 1822-I            | 4 сентября 2008 Вступил в должность Президента Карачаево-Черкесской Республики |                                         |
| 14 | Туманов Владимир Александрович   | 25 октября 1994               | № 223-I СФ          | 31 октября 1996 Достиг 70-летнего возраста                                     | Исполнял обязанности до 11 июня 1997    |
| 15 | Хохрякова Ольга Сергеевна        | 25 октября 1994               | № 224-I СФ          | 31 июля 2019 Умерла                                                            |                                         |
| 16 | Ярославцев Владимир Григорьевич  | 25 октября 1994               | № 225-I СФ          | 31 марта 2022 Достиг 70-летнего возраста                                       |                                         |
| 17 | Данилов Юрий Михайлович          | 15 ноября 1994                | № 248-I СФ          | 31 августа 2020 Достиг 70-летнего возраста                                     |                                         |
| 18 | Стрекозов Владимир Георгиевич    | 6 декабря 1994                | № 276-I СФ          | 31 мая 2010 Достиг 70-летнего возраста                                         | Исполнял обязанности до 6 июля 2010     |
| 19 | Баглай Марат Викторович          | 7 февраля 1995                | № 337-I СФ          | 21 февраля 2003 Достиг 70-летнего возраста                                     |                                         |
| 20 | Жаркова Людмила Михайловна       | 11 июня 1997                  | № 191-СФ            | Действующая судья                                                              |                                         |
| 21 | Слива Анатолий Яковлевич         | 14 октября 1998               | № 408-СФ            | 28 февраля 2010 Достиг 70-летнего возраста                                     | Исполнял обязанности до 18 марта 2010   |
| 22 | Жилин Геннадий Александрович     | 18 мая 1999                   | № 207-СФ            | 31 августа 2016 Достиг 70-летнего возраста                                     |                                         |
| 23 | Бондарь Николай Семёнович        | 16 февраля 2000               | № 10-СФ             | 31 октября 2020 Достиг 70-летнего возраста                                     |                                         |
| 24 | Казанцев Сергей Михайлович       | 29 марта 2002                 | № 166-СФ            | 28 февраля 2025 Достиг 70-летнего возраста                                     |                                         |
| 25 | Клеандров Михаил Иванович        | 12 февраля 2003               | № 26-СФ             | 31 августа 2016 Достиг 70-летнего возраста                                     |                                         |
| 26 | Красавчикова Лариса Октябриевна  | 12 февраля 2003               | № 27-СФ             | 31 марта 2025 Достигла 70-летнего возраста                                     |                                         |
| 27 | Маврин Сергей Петрович           | 25 февраля 2005               | № 37-СФ             | 1 апреля 2025 Умер                                                             |                                         |
| 28 | Мельников Николай Васильевич     | 25 февраля 2005               | № 38-СФ             | 31 мая 2025 Достиг 70-летнего возраста                                         |                                         |
| 29 | Князев Сергей Дмитриевич         | 15 октября 2008               | № 330-СФ            | Действующий судья                                                              |                                         |
| 30 | Арановский Константин Викторович | 3 марта 2010                  | № 44-СФ             | 27 сентября 2022 Ушёл в отставку                                               |                                         |
| 31 | Кокотов Александр Николаевич     | 3 марта 2010                  | № 45-СФ             | Действующий судья                                                              |                                         |
| 32 | Бойцов Александр Ильич           | 14 июля 2010                  | № 269-СФ            | 30 сентября 2020 Достиг 70-летнего возраста                                    |                                         |
| 33 | Бушев Андрей Юрьевич             | 8 июня 2022                   | № 175-СФ            | Действующий судья                                                              |                                         |
| 34 | Сивицкий Владимир Александрович  | 21 июня 2023                  | № 299-СФ            | Действующий судья                                                              |                                         |
| 35 | Лобов Михаил Борисович           | 25 сентября 2023              | № 554-СФ            | Действующий судья                                                              |                                         |
| 36 | Коновалов Александр Владимирович | 16 апреля 2025                | № 91-СФ             | Действующий судья                                                              |                                         |
| 37 | Калиновский Константин Борисович | 16 июля 2025                  | № 253-СФ            | Действующий судья                                                              |                                         |
| 37 | Тарибо Евгений Васильевич        | 16 июля 2025                  | № 254-СФ            | Действующий судья                                                              |                                         |

## Председатели, заместители председателя и судьи-секретари Конституционного суда
Председатели Конституционного суда Российской Федерации, избранные Конституционным судом: В. Д. Зорькин (1991—1993 гг., с 2003 г.; впоследствии переназначен на должность Советом Федерации 22 февраля 2012 г., № 20-СФ, 31 января 2018 г. № 5-СФ и 25 сентября 2023 г. № 553-СФ), Н. В. Витрук (и. о. 1993—1995 гг.), В. А. Туманов (1995—1997 гг.), М. В. Баглай (1997—2003 гг.)
Заместители председателя Конституционного суда Российской Федерации, избранные Конституционным судом: Н. В. Витрук (1991—1995 гг.), Т. Г. Морщакова (1995—2002 гг.), В. Г. Стрекозов (2002—2008 гг.), О. С. Хохрякова (2008—2019 гг.; впоследствии переназначена на должность Советом Федерации 13 апреля 2011 г., № 116-СФ, 22 марта 2017 г., № 48-СФ и 11 декабря 2018 г., № 574-СФ)
Заместители председателя Конституционного суда Российской Федерации, назначенные Советом Федерации: С. П. Маврин (2009—2025 гг.; впоследствии переназначен на должность 29 апреля 2015 г., № 144-СФ и 19 мая 2021 г., № 184-СФ), Л. М. Жаркова (с 4 июня 2025 г., № 152-СФ)
Судьи-секретари (в 1991—1995 годах — секретарь) Конституционного суда Российской Федерации, избранные Конституционным судом:  Ю. Д. Рудкин (1991—1998 гг.), Н. В. Селезнёв (1998—2001 гг.), Ю. М. Данилов (2001—2009 гг.)

## Список отклоненных кандидатур на должность судьи Конституционного суда
При выборах судей Верховным советом РФ также были отклоненные кандидатуры:
1. Быстров, Григорий Ефимович — выдвинут комитетом ВС по правам человека.
2. Мелков, Геннадий Михайлович — выдвинут Комиссией по социальной политике ВС России.
3. Слободчиков, Юрий Петрович — выдвинут народными депутатами от автономий
4. Федотов, Михаил Александрович — выдвинут фракцией «Демократическая Россия»
5. Назаров, Руфим Владимирович — выдвинут фракцией «Левый центр»
6. Кабышев, Владимир Терентьевич
7. Жуйков, Виктор Мартенианович — выдвинут Верховным Судом РСФСР
8. Казанник, Алексей Иванович — выдвинут фракцией «Российский союз»
9. Прокопьев, Валерий Николаевич
10. Степанов, Анатолий Михайлович
11. Демидов, Владимир Винидиктович (выдвинут Верховным Судом РСФСР)

В период президентства Б. Н. Ельцина Совет Федерации нередко отклонял по результатам тайного голосования представленные президентом Российской Федерации кандидатуры для назначения на должность судей Конституционного суда. При президентах В. В. Путине и Д. А. Медведеве таких случаев не было.
1. Краснов Михаил Александрович (кандидатура отклонялась трижды — см. постановления Совета Федерации от 25 октября 1994 г. № 222-I СФ, от 16 ноября 1994 г. № 259-I СФ и от 16 апреля 1997 г. № 93-СФ)
2. Митюков Михаил Алексеевич (кандидатура отклонялась дважды — см. постановления Совета Федерации от 25 октября 1994 г. № 222-I СФ и от 31 марта 1999 г. № 122-СФ)
3. Савицкий Валерий Михайлович (кандидатура отклонялась дважды — см. постановления Совета Федерации от 25 октября 1994 г. № 222-I СФ и от 16 ноября 1994 г. № 259-I СФ)
4. Биктагиров Раиф Терентьевич (см. постановление Совета Федерации от 16 ноября 1994 г. № 259-I СФ)
5. Калмыков Юрий Хамзатович (см. постановление Совета Федерации от 16 ноября 1994 г. № 259-I СФ)
6. Вицин Сергей Ефимович (см. постановление Совета Федерации от 6 декабря 1994 г. № 277-I СФ)
7. Цивилев Роберт Макарович (кандидатура отклонялась дважды — см. постановления Совета Федерации от 16 декабря 1994 г. № 299-I СФ и от 17 января 1995 г. № 310-I СФ)
8. Федотов Михаил Александрович (см. постановление Совета Федерации от 5 марта 1997 г. № 62-СФ)